# مقاطعة فريدونكنار (مازندران)
مقاطعة فريدونكنار (بالإنجليزية: Fereydunkenar County)‏ هي منطقة سكنية في إيران وتقع في مازندران يقدر عدد السكان في مقاطعة فريدونكنار، بـ 56,055 نسمة .